# Tomomi Morita
Tomomi Morita (n. 22 august 1984, Prefectura Miyagi, Japonia) este un înotător japonez, medaliat olimpic. A participat la 2 ediții ale Jocurilor Olimpice (2004, 2008) în care a câștigat două medalii de bronz.